# خوسيه سي. باز (بوينس آيرس)
خوسيه سي. باز (بالإسبانية: José C. Paz, Buenos Aires)‏ هي منطقة سكنية تقع في الأرجنتين في José Clemente Paz Partido.[بحاجة لمصدر] يقدر عدد سكانها بـ 216,637 نسمة .

## أعلام
- لياندرو فيجا
- جيسوس كويلار
- إزيكييل سكاريوني
- ماريو ألبرتو إيشي
- كلاوديو بيريز